# Scogli Camerata
Gli scogli Camerata formano un gruppo di scogli dell'Italia, in Campania.